# Miliusa traceyi
Miliusa traceyi Jessup – gatunek rośliny z rodziny flaszowcowatych (Annonaceae Juss.). Występuje endemicznie w Australii – w północnej części Terytorium Północnego oraz w północnej części stanu Queensland. 

## Morfologia
PokrójZimozielone drzewo dorastające do 12 m wysokości.
LiścieMają owalny lub eliptyczny kształt. Mierzą 4–13 cm długości oraz 2–6,5 cm szerokości. Nasada liścia jest od rozwartej do prawie sercowatej. Blaszka liściowa jest całobrzega o ostrym lub spiczastym wierzchołku. Ogonek liściowy jest nagi i dorasta do 1–4 mm długości.
KwiatySą pojedyncze lub zebrane po 2 w pęczki, rozwijają się w kątach pędów. Działki kielicha mają owalny kształt i dorastają do 2–3 mm długości. Płatki mają owalny kształt i zielonożółtawą barwę, osiągają do 13–25 mm długości. Kwiaty mają 12 pręcików i 11–12 owocolistków.
OwoceApokarpiczny (owoc zbiorowy) o prawie kulistym kształcie. Osiągają 9–15 mm długości.

## Biologia i ekologia
Rośnie w lasach i zaroślach.